# Andy Webster
Andrew Neil Webster (ur. 23 kwietnia 1982 w Dundee) – szkocki piłkarz występujący w St. Mirren. Gra na środku obrony. Od jego nazwiska nazwane jest tzw. „Prawo Webstera”.

## Kariera
Webster dołączył do Hearts z Arbroath w marcu 2001 za 75,000 funtów. Gra regularnie w szkockiej reprezentacji. W 2006 odszedł z Hearts z powodu nieporozumienia w kontrakcie.
Jako pierwszy w historii wykorzystał lukę prawną z Artykułu 17 przepisów FIFA zaadaptowanych z prawa UE, które pozwala mu na zerwanie kontraktu z Hearts w trzecim roku zobowiązywania 4-letniego kontraktu. Transfer Webstera do Wigan został ratyfikowany przez FIFA 4 września 2006, pozornie tworząc legalny precedens na przewodzenie w międzynarodowych transferach.
4 stycznia 2007, kiedy Paul Le Guen opuścił Rangers, BBC podało, że Webster podpisze kontrakt z klubem z Glasgow na zasadzie wypożyczenia, co zostało potwierdzone następnego dnia. 11 stycznia 2007 Hearts wydało oficjalną skargę do FIFA i SFA dotyczącą zarejestrowania Webstera jako gracza Rangers F.C. Klub z Edynburga upierał się przy tym, że Webster nie może grać w żadnym szkockim klubie przez 12 miesięcy od opuszczenia Tynecastle Stadium. Jednak FIFA uznała, że transfer Webstera do Rangers jest zgodny z przepisami SFA.
W maju 2007 FIFA nałożyła jednak na Webstera karę za anulowanie kontraktu z Hearts „bez powodu”. Webster musiał pauzować pierwsze dwa mecze w nowym sezonie w Rangers i był zobowiązany do zapłaceniu swojemu dawnemu pracodawcy – Hearts – 625,000 funtów.
Po wyleczeniu kontuzji, której nabawił się już na pierwszym treningu w nowej drużynie i przez która pauzował cały sezon, zadebiutował w towarzyskim meczu z LA Galaxy w The Home Depot Center, wchodząc za Karla Svenssona.
29 czerwca 2007, wypożyczenie Webstera do Rangers F.C. zostało przedłużone do stycznia 2008, a następnie trafił do Rangersów na stałe. 1 września 2007, Webster zadebiutował w oficjalnym spotkaniu przeciwko beniaminkowi Gretna F.C., strzelając jedną z bramek. Latem 2008 został wypożyczony do Bristol City. W latach 2011–2013 ponownie grał w Hearts, a w latach 2013–2015 występował w Coventry City. Latem 2015 trafił do St. Mirren.